# Liste biblischer Personen/I
Diese Liste biblischer Personen führt Eigennamen von Personen auf, die in der Bibel vorkommen. Sie ist nach dem Alphabet auf mehrere Seiten aufgeteilt. Angegeben sind jene Bibelstellen, in denen die Person zuerst genannt wird. Namen von Orten, Bergen, Flüssen, Seen, Meeren, Inseln, Heiligtümern, Ländern, Völkern finden sich in der Liste geographischer und ethnographischer Bezeichnungen in der Bibel. 

## I
| Name (dt.)   | Name (Urtext)                                | Bedeutung des Namens                                                                                 | Bibelstelle               | Person                                                            |
| ------------ | -------------------------------------------- | --- | ------------------------- | ----------------------------------------------------------------- |
| Ibzan        | אִבְצָן ʾiḇṣān                                  | „der Schnelle“                                                                                       | Ri 12,8.10                | Richter Israels                                                   |
| Iddo         | עִדֹּא ʿiddōʾ, עִדּוֹא ʿiddōʾ und עִדּוֹ ʿiddō        | „er schmückt“ oder „er zählt“                                                                        | 1 Kön 4,14                | Vater Ahinadabs                                                   |
| Iddo         | עִדֹּא ʿiddōʾ, עִדּוֹא ʿiddōʾ und עִדּוֹ ʿiddō        | „er schmückt“ oder „er zählt“                                                                        | 1 Chr 6,6                 | Levit, Sohn Joachs, Vater Serachs                                 |
| Iddo         | עִדֹּא ʿiddōʾ, עִדּוֹא ʿiddōʾ und עִדּוֹ ʿiddō        | „er schmückt“ oder „er zählt“                                                                        | 2 Chr 12,15 u. ö.         | Seher                                                             |
| Iddo         | עִדֹּא ʿiddōʾ, עִדּוֹא ʿiddōʾ und עִדּוֹ ʿiddō        | „er schmückt“ oder „er zählt“                                                                        | Sach 1,1 u. ö.            | Großvater Sacharjas                                               |
| Iddo         | אִדּוֹ ʾiddō                                    | vllt. „Herr“, „Gebieter“                                                                             | Esr 8,17                  | Vorsteher der Ortschaft Kasifja                                   |
| Iëser        | אִיעֶזֶר ʾîʿæzær                                | „[mein] Vater hilft/hat geholfen“ oder „[mein] Bruder hilft“                                         | Num 26,30                 | Gileaditer                                                        |
| Ijob         | אִיּוֹב ʾijjōḇ                                  | „wo ist der Vater?“                                                                                  | Hi 1,1 u. ö.              | Stereotyp des Frommen, Dulder und Rebell in Not, auch Hiob        |
| Ikabod       | אִיכָבוֹד ʾîḵāḇōd                               | umstritten, vllt. „Wo ist die Herrlichkeit?“ oder „Wehe, die Herrlichkeit“ oder „keine Herrlichkeit“ | 1 Sam 4,21 u. ö.          | Sohn des Pinchas, Enkel Elis                                      |
| Ikkesch      | עִקֵּשׁ ʿiqqēš                                   | „Verkehrt, Verdreht“, „einer mit verdrehten Händen“                                                  | 2 Sam 23,29 u. ö.         | Vatername eines Helden Davids                                     |
| Ilai         | עִילַי ʿîlaj                                   | unbekannt                                                                                            | 1 Chr 11,29               | Held Davids, Ahoachiter                                           |
| Immanuel     | עִמָּנוּ אֵל ʿimmānū ʾēl                          | „mit uns ist Gott“                                                                                   | Jes 7,14 u. ö.            | Verheißener Sohn einer Jungfrau; im Christentum auf Jesus bezogen |
| Immer        | אִמֵּר ʾimmēr                                   | „Lamm, Widder“ oder „geredet hat JHWH“                                                               | 1 Chr 9,12 u. ö.          | Name einer Familie von Priestern                                  |
| Immer        | אִמֵּר ʾimmēr                                   | „Lamm, Widder“ oder „geredet hat JHWH“                                                               | Neh 3,29 u. ö.            | Vater des Zadok                                                   |
| Imri         | אִמְרִי ʾimrî                                   | „geredet hat JHWH“                                                                                   | 1 Chr 9,4                 | Vater Omris, auch Amarja                                          |
| Imri         | אִמְרִי ʾimrî                                   | „geredet hat JHWH“                                                                                   | Neh 3,2                   | Vater Sakkurs                                                     |
| Ir           | עִירִי ʿîrî                                    | „[mein] Eselchen“                                                                                    | 1 Chr 7,7                 | Benjaminit                                                        |
| Ira          | עִירָא ʿîrāʾ                                   | „[das] Eselsfüllen“                                                                                  | 2 Sam 20,26               | Priester Davids, Jaïriter                                         |
| Ira          | עִירָא ʿîrāʾ                                   | „[das] Eselsfüllen“                                                                                  | 2 Sam 23,26 u. ö.         | Held Davids, aus Tekoa                                            |
| Ira          | עִירָא ʿîrāʾ                                   | „[das] Eselsfüllen“                                                                                  | 2 Sam 23,38 u. ö.         | Held Davids, aus Jattir                                           |
| Irad         | עִירָד ʿîrād                                   | unbekannt                                                                                            | Gen 4,18                  | Sohn Henochs, Vater Mehujaëls                                     |
| Iram         | עִירָם ʿîrām                                   | „Eselhengst“                                                                                         | Gen 36,43 u. ö.           | Häuptling, Nachkomme Esaus                                        |
| Iru          | עִירוּ ʿîrū                                    | „Eselhengst“                                                                                         | 1 Chr 4,15                | Judäer                                                            |
| Isaak        | יִשְׂחָק jiśḥāq und יִצְחָק jiṣḥāq                  | „Gott lachte“, „Gott möge lachen“ oder „[das Kind] lacht“                                            | Gen 17,19 u. ö.           | Sohn Abrahams, Vater Jakobs und Esaus                             |
| Isai         | יִשַׁי jišaj                                    | unsicher                                                                                             | Rut 4,17 Mt 1,5 Sir 45,25 | Vater Davids, auch Jesse                                          |
| Ischbaal     | אִישׁ בֹּשֶׁת ʾîš bōšæt und אִישׁ־בֹּשֶׁת îš-bōšæt       | „Mann der Schande“ oder „Mann des schützenden Geistes“                                               | 2 Sam 2,8 u. ö.           | Sohn Sauls, in 1Chr 8,33 Eschbaal                                 |
| Isch-Boschet | אִישׁ בֹּשֶׁת ʾîš bōšæt und אִישׁ־בֹּשֶׁת îš-bōšæt       | „Mann der Schande“ oder „Mann des schützenden Geistes“                                               | 2 Sam 2,8 u. ö.           | Sohn Sauls, in 1Chr 8,33 Eschbaal                                 |
| Ischhod      | אִישְׁהוֹד ʾîšhōd                                | „Mann der Hoheit“                                                                                    | 1 Chr 7,18                | Manassit                                                          |
| Isebel       | אִיזֶבֶל ʾîzæḇæl                                | fraglich, vllt. „Wo ist die Wohnung?“ oder „Wo ist der Fürst?“                                       | 1 Kön 16,31 u. ö.         | Frau König Ahabs                                                  |
| Isebel       | Ἰεζάβελ Iezábel                              | fraglich, vllt. „Wo ist die Wohnung?“ oder „Wo ist der Fürst?“                                       | Offb 2,20                 | Falsche Prophetin in Thyatira                                     |
| Iskariot     | Ἰσκαριώθ Iskariōth und Ἰσκαριώτης Iskariōtēs | verm. „Mann aus Kerioth“                                                                             | Mt 10,4 u. ö.             | Beiname des Judas, eines Jüngers Jesu                             |
| Ismael       | יִשְׁמָעֵאל jišmāʿēʾl                             | „Gott erhört“                                                                                        | Gen 16,11 u. ö.           | Sohn Abrahams und Hagars                                          |
| Israel       | יִשְׂרָאֵל jiśrāʾēl                               | umstritten                                                                                           | Gen 32,29 u. ö.           | Name Jakobs                                                       |
| Issachar     | יִשָּׂשכָר jiśśāsḵār                              | vllt. „Lohnarbeiter, Tagelöhner“ oder „es gibt Lohn“                                                 | Gen 30,18 u. ö.           | Sohn Jakobs und Leas                                              |
| Itamar       | אִיתָמָר ʾîtāmār                                | umstritten                                                                                           | Ex 6,23 u. ö.             | Sohn Aarons                                                       |
| Itiel        | אִיתִיאֵל ʾîtîʾēl                               | vllt. „Gott ist bei mir“                                                                             | Neh 11,7                  | Benjaminit                                                        |
| Ittai        | אִיתַי ʾîtaj und אִתַּי ʾittaj                    | vllt. „Gott ist bei mir“                                                                             | 2 Sam 15,19 u. ö.         | Gatiter                                                           |
| Ittai        | אִיתַי ʾîtaj und אִתַּי ʾittaj                    | vllt. „Gott ist bei mir“                                                                             | 2 Sam 23,29               | Söldner davids aus Benjamin                                       |